# MBT-80
FV4601 MBT-80은 영국의 3세대 주력전차 중 실험전차로, 1970년대 말 FV4201 치프틴을 대체하기 위해 개발되었다. 마지막에 결국 치프틴 전차를 발전시킨 챌린저 1 기획안이 채택되면서 MBT-80 사업은 무산되었다.

## 같이 보기
- MBT-70